# (74025) 1998 HA6
1998 إتش أي 6 (ويعرف أيضًا باسم (74025) 1998 إتش أي 6 وفق تسمية الكوكب الصغير) (بالإنجليزية: 1998 HA6)‏ هو كويكب ضمن حزام الكويكبات؛ وترتيبه 74025 من حيث الاكتشاف.
اكتُشف هذا الجُرم الفلكي بواسطة OCA–DLR Asteroid Survey ‏ في 21 أبريل 1998.

## وصلات خارجية
- (74025) 1998 HA6 في قاعدة بيانات مختبر الدفع النفاث لأجرام النظام الشمسي الصغيرة

- الاكتشاف · مخطط المدار ·  العناصر المدارية · المعلمات المادية

- (74025) 1998 HA6 على موقع ويكي سكاي: DSS2, SDSS, GALEX, IRAS, Hydrogen α, X-Ray, Astrophoto, Sky Map, Articles and images